# Lijst van Belgische adelsverheffingen 1919
Personen die in 1919 in de Belgische adel werden opgenomen of een adellijke titel verkregen.

## Graaf
- Gerard Leman, luitenant-generaal, erfelijke adel en de titel graaf, overdraagbaar bij eerstgeboorte.
- Jonkheer Joseph de Pret Roose de Calesberg (1876-1962), echtgenoot van burggravin Geneviève de Spoelberch verkreeg in 1919 de titel graaf, overdraagbaar bij eerstgeboorte.

## Burggraaf
- Julien Davignon, minister van buitenlandse zaken, postume bevestiging van de erfelijke adel en de titel burggraaf voor hem en alle afstammelingen, die was toegekend in 1916.

## Burggravin
- Hélène Calmeyn, weduwe van Julien Davignon, persoonlijke adel en titel van burggravin.

## Baron
- Jonkheer Emile de Cartier de Marchienne, ambassadeur, de titel van baron, overdraagbaar bij eerstgeboorte.
- Jonkheer Henry Delvaux de Fenffe, volksvertegenwoordiger, gouverneur, titel van baron, overdraagbaar bij eerstgeboorte.
- Jules Jacques de Dixmude, luitenant-generaal, erfelijke adel en de titel baron, overdraagbaar bij eerstgeboorte.
- Jonkheer Adrien de Montpellier de Vedrin, volksvertegenwoordiger, de titel baron, overdraagbaar bij eerstgeboorte.
- Jonkheer Jean-Marie de Troostembergh (1888-1964), raadgevend minister van de Orde van Malta, de titel baron, overdraagbaar bij eerstgeboorte.

## Barones
- Claire Lammens, weduwe van jonkheer Arthur Verhaegen, persoonlijke adel en titel barones, met bevestiging van de in 1917 aan haar echtgenoot toegekende baronstitel.

## Ridder
- Willy Coppens de Houthulst, erfelijke adel en de titel van ridder, overdraagbaar bij eerstgeboorte.

## Jonkheer
- Fernand Van den Corput, volksvertegenwoordiger, gouverneur, erfelijke adel.
- Gaston Jooris (1873-1960), ambassaderaad, erfelijke adel.